# Karl Scheurer

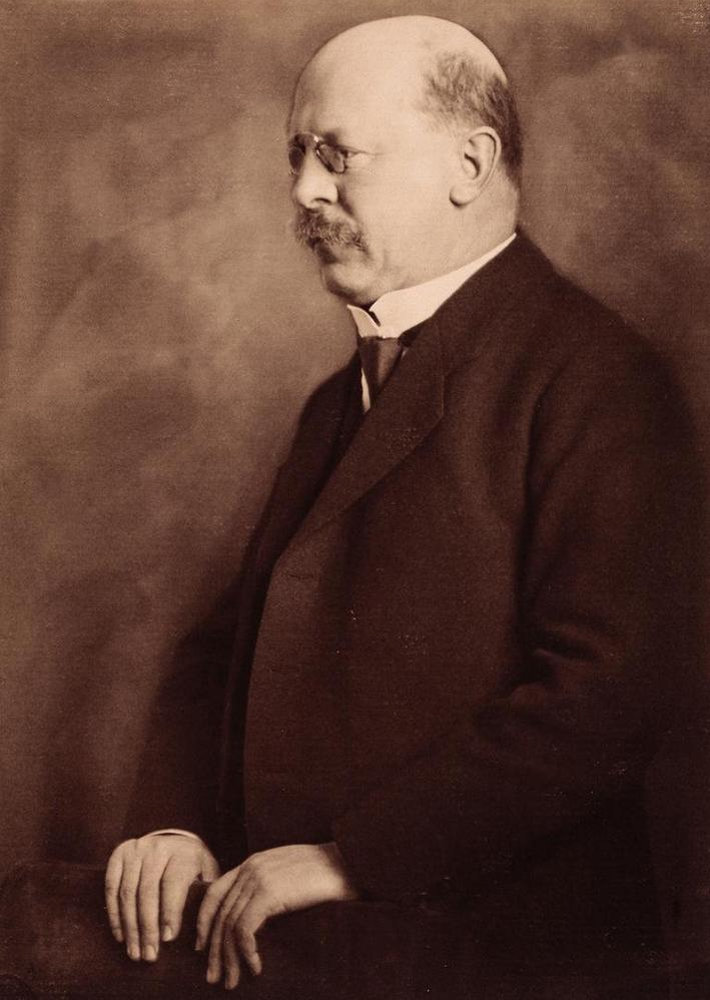
Karl Scheurer (ca. 1920)

Karl Scheurer (* 27. September 1872 in Sumiswald; † 14. November 1929 in Bern, heimatberechtigt in Erlach) war ein Schweizer Politiker (FDP). Von 1901 bis 1910 gehörte er dem Grossen Rat des Kantons Bern an. Anschliessend war er bis 1919 Regierungsrat, wobei er in seinen fünf ersten Amtsjahren der Justiz- und Militärdirektion und danach der Finanzdirektion vorstand. Parallel dazu war er von 1911 bis 1919 im Nationalrat vertreten. Schliesslich wurde er im Dezember 1919 in den Bundesrat gewählt und leitete von 1920 bis zu seinem Tod das Militärdepartement.

## Biografie

### Studium und Beruf
Scheurer war das zweitälteste Kind des bekannten Politikers Alfred Scheurer und von Verena Grossenbacher; seine Schwester  Anna (* 1871; † 4. September 1966) war mit Otto Kellerhals, Direktor der Schweizer Alkoholverwaltung, verheiratet. Nachdem der Vater 1878 in den Regierungsrat gewählt worden war, zog die Familie nach Bern. 1882 übersiedelten die Scheurers nach Gampelen, wo sie einen Bauernhof mit Rebberg besassen. Karl Scheurer absolvierte die Oberstufe im benachbarten Ins. Später lebte er bei seinem Onkel, einem Tierarzt, in Burgdorf, wo er das Gymnasium besuchte. 1892 begann er Rechtswissenschaft an der Universität Bern zu studieren. Er trat der Zofingia bei und präsidierte diese Studentenverbindung mehrere Jahre lang. Das Studium schloss er nach acht Semestern mit dem Anwaltspatent ab. Nach kurzen Praktika in Burgdorf und Pruntrut eröffnete er 1897 seine eigene Anwaltskanzlei in Bern. Als 27-Jähriger wurde er stellvertretender Richter am Berner Obergericht. Im Militär hatte er den Rang eines Oberstleutnants und kommandierte bis 1915 eine Haubitzen-Abteilung.

### Kantons- und Bundespolitik
Seine politische Karriere begann Scheurer im Jahr 1901 mit der Wahl in den Grossen Rat, wo er den Amtsbezirk Erlach vertrat und der FDP-Fraktion angehörte. 1909 amtierte er als Vizepräsident des Grossen Rates. Im Jahr 1910 folgte die Wahl in den Regierungsrat, woraufhin er die Leitung der Justiz- und Militärdirektion übernahm. Scheurer leitete zahlreiche Reformen in die Wege. Dazu gehörten die Ausführungsbestimmungen zum neuen Zivilgesetzbuch, eine neue Zivilprozessordnung und ein neues Eisenbahnrecht. In enger Zusammenarbeit mit Otto Kellerhals reformierte er den Strafvollzug. Mit einer Verwaltungsreform stellte er eine rasche Mobilmachung im Kriegsfall sicher.
Im Jahr 1913 amtierte Scheurer als Präsident des Regierungsrates, 1915 übernahm er die Finanzdirektion. Von Amts wegen war er nun gleichzeitig Bankrat der Berner Kantonalbank und Direktionsmitglied der Bern-Lötschberg-Simplon-Bahn, ausserdem war er Mitglied der Expertenkommission für die Kriegsgewinnsteuer. Parallel zu seinem Exekutivmandat war er bei den Parlamentswahlen 1911 in den Nationalrat gewählt worden und vertrat daraufhin den Wahlkreis Bern-Seeland. Dieses Amt behagte ihm nicht, weshalb er 1917 auf eine erneute Kandidatur verzichten wollte. Seine Parteikollegen überredeten ihn, nochmals zu kandidieren. 1919 gab er das Nationalratsmandat endgültig ab, da er sich nicht gemäss dem neu eingeführten Proporzwahlrecht zur Wahl stellen wollte.
Nach dem Tod von Eduard Müller am 9. November 1919 galt Scheurer als aussichtsreichster Kandidat für dessen Nachfolge im Bundesrat. Von verschiedenen Seiten wurde er hartnäckig zu einer Kandidatur gedrängt – von den Katholisch-Konservativen, den Liberalen und den Freisinnigen. Er selbst strebte dieses Amt nicht an, liess sich aber von Bauernführer Rudolf Minger überzeugen und stimmte eher widerwillig zu. Bei der Bundesratswahl am 11. Dezember 1919 erhielt Scheurer bereits im ersten Wahlgang 155 von 193 gültigen Stimmen; auf den früheren FDP-Parteipräsidenten Emil Lohner entfielen 20 Stimmen, auf weitere Personen 18 Stimmen.

### Bundesrat
Am 1. Januar 1920 übernahm Scheurer das Militärdepartement. In den folgenden Jahren trug er wesentlich zur Modernisierung der Militärtechnik bei. Er konnte das Volk davon überzeugen, eine von den Sozialdemokraten eingereichte Volksinitiative zur Abschaffung der Militärjustiz abzulehnen; am 30. Januar 1921 stimmten nur 33,6 % diesem Anliegen zu. Während seiner gesamten Amtszeit musste sich Scheurer mit der armeefeindlichen Haltung der Sozialdemokraten auseinandersetzen, die jedes Jahr hartnäckigen Widerstand gegen das Militärbudget leisteten. Er war der letzte Vorsteher des Militärdepartements, der bei Defilees und anderen offiziellen Anlässen die Militäruniform trug.

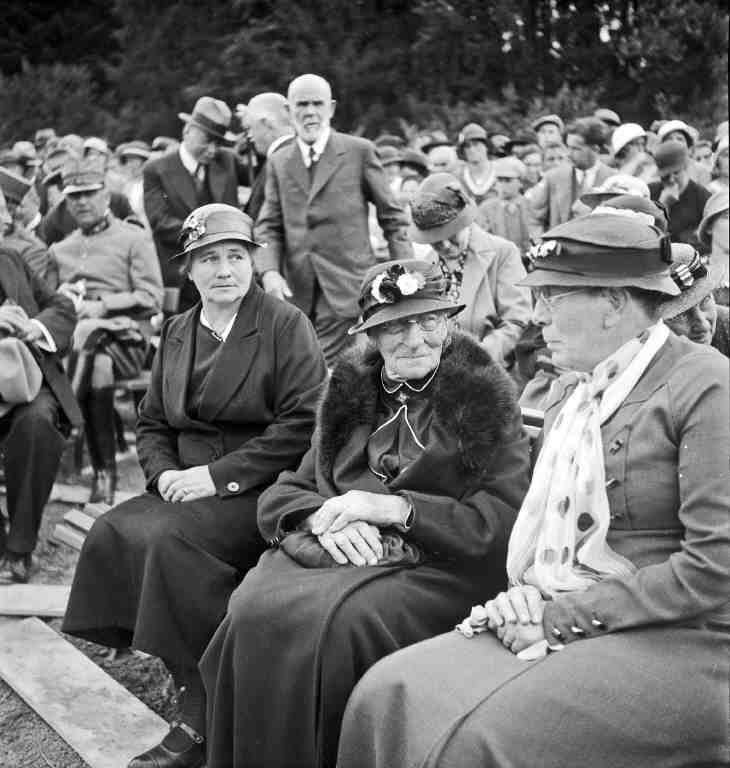
V. r.: Anna Kellerhals-Scheurer (Schwester des Bundesrates) und Verena Scheurer-Grossenbacher (Mutter) 1934 bei der Einweihung eines Gedenksteins für Karl Scheurer

1923, als er Bundespräsident war, leitete Scheurer eine neue Truppenordnung in die Wege. Zu den wichtigsten Neuerungen gehörten der Aufbau einer Flieger- und einer Motorwagentruppe, die Verstärkung der Gebirgstruppen und die Aufwertung der Landwehr. Aufgrund von Meinungsverschiedenheiten in Detailfragen kam es zum Bruch mit Generalstabschef Emil Sonderegger, der plötzlich zurücktrat und seinen Rücktritt ohne vorherige Absprache der Presse mitteilte. Dieses brüske Auftreten, das Scheurer als schwere Disziplinlosigkeit betrachtete, rief grosse Aufregung hervor. Trotz diesem Vorfall konnte er 1924 das Parlament von der neuen Truppenordnung überzeugen, zumal er Unterstützung vom ehemaligen General Ulrich Wille erhielt.
Scheurer litt während seiner Amtszeit an verschiedenen Gebrechen. Bei einem Reitunfall zog er sich eine chronische Beinverletzung zu, ausserdem hatte er Schmerzen am Ischiasnerv und zunehmende Sehstörungen. 1929 verschlimmerte sich sein langjähriges Kropfleiden zusehends. Ende Oktober liess er sich nach langem Zögern den Kropf operieren. Zwei Wochen später verstarb er am 14. November 1929 im Alter von 57 Jahren nach mehreren Herzinfarkten und Fieberschüben.